# Ann Arbor Argus
Ann Arbor Argus là một tờ tuần báo bất hợp pháp, có nội dung phản văn hóa và quan điểm cực đoan, phát hành 2 số mỗi tuần, được xuất bản ở Ann Arbor, Michigan bắt đầu từ ngày 24 tháng 1 năm 1969 và đình bản vào giữa năm 1971. Người sáng lập và biên tập tờ báo là nhà báo Ken Kelley (1949-2008), lúc đó là một sinh viên 19 tuổi đang học tại Đại học Michigan. Năm 1969 tờ báo này phát hành được 14.000 bản.